# Esthetica

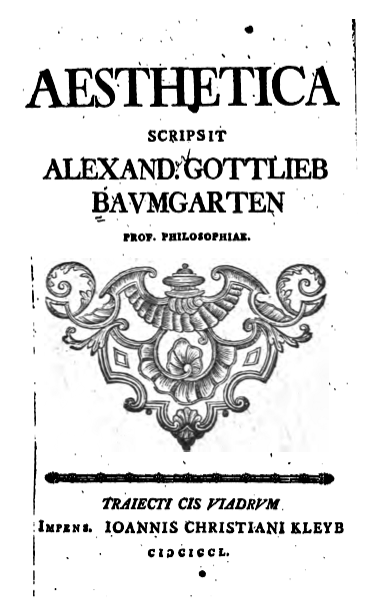
Titelpagina van Baumgartens Aesthetica, 1750

Esthetica of esthetiek is de leer van de zintuiglijke waarneming, in meer specifieke zin de tak van de filosofie die zich bezighoudt met schoonheid en kunst.
De term is afgeleid van het Griekse woord  αἰσθητικός, wat dezelfde wortel heeft als αισθησις (aisthesis). Dit laatste betekent zowel zintuiglijke ervaring als gevoel. In het algemeen verwijst de hiervan afgeleide term esthetica naar de filosofische discussie over de essentie van kunst (ook wel: kunstfilosofie) of de essentie van schoonheid. Tegenwoordig dekt 'esthetica' vele ladingen en worden er soms heel verschillende betekenissen aan toegeschreven.
De Duitse filosoof Alexander Gottlieb Baumgarten introduceerde de term 'esthetica' in 1735 om er een zelfstandige filosofische discipline mee aan te duiden. Het vakgebied was toen echter niet nieuw: al bij Plato en Aristoteles zijn ideeën over schoonheid en kunst te vinden. Baumgartens visie week in die zin af, dat esthetica bij hem over meer dan de schoonheid van de kunst alleen handelde: hij betrok er het hele gebied van de zintuiglijke indrukken bij en hanteerde dus een bijzonder ruime interpretatie van het begrip die later niet meer zou gevolgd worden. Hegel beschouwde de term zelfs als hopeloos ongeschikt en oppervlakkig.
Nadat Immanuel Kant zijn Kritik der Urteilskraft had geschreven, specialiseerde de esthetica zich steeds meer in kunst en werd het woord een synoniem voor kunstfilosofie. Vanaf de Romantiek werd de betekenis van esthetica verengd tot "de leer van het schone" met de dichotomie "mooi/lelijk".

## Geschiedenis van de westerse esthetica
De esthetica als discipline - opgevat in de traditionele kantiaanse zin als de filosofische studie van percepties, emoties, schoonheid en kunst - bestrijkt een breed onderzoeksveld dat even oud is als de filosofie zelf. Toch is de discipline eerder modern te noemen. De oude Grieken kenden immers niet zoiets als een leer van het schone in de kunst of als zelfstandig onderdeel van de filosofie. Als men dus over esthetica als de leer van het schone of de wetenschap van het zintuiglijke in de oudheid spreekt, dan is dit op retrospectieve wijze. De geschiedenis van de esthetica volgt een parallelle ontwikkeling met die van het rationalisme. Zo moet men de 'uitvinding' van de esthetica situeren in de 18e eeuw, de eeuw van de Verlichting. Als men echter de filosofie van de kunst bedoelt, dan begint die geschiedenis pas met Hegel in de 19e eeuw.

### Klassieke oudheid
In het oude Griekenland is de kwestie van het schone een centraal thema, maar niet noodzakelijkerwijs in verband met de kunst. Bij Plato is het een kwestie die zowel van belang is voor de moraal als voor de politiek. Deze periode van vroege esthetische opvattingen situeert zich in de Griekse stadstaten en voornamelijk in de vijfde en vierde eeuw v.Chr. Toch waren er al lang voordien reeds sporen van denken over esthetica:
Homerus (late 8e eeuw v.Chr.) spreekt over "schoonheid", "harmonie", enz. zonder te trachten deze begrippen theoretisch vast te leggen. Artistiek werk vatte hij op als productie van handenarbeid waarin de werking van een godheid zich manifesteerde. Heraclitus van Efeze verklaart het schone als een stoffelijke uitdrukking van het ware. Democritus ziet de aard van het schone weerspiegeld in de harmonie tussen samenstellende delen en een geheel. Bij de kosmologische en esthetische representaties van de Pythagoreeërs spelen getalsverhoudingen en harmonieën de belangrijkste rol in de aard van het schone en het ware.

#### Plato's idee van mimesis
Voor Plato is wat wij dagelijks waarnemen slechts een vluchtige wereld van verschijningen. Dingen die zich in onze omgeving bevinden zijn onderhevig aan verandering zoals slijt en ouderdom, erosie enz. en zijn volgens hem dus slechts onvolmaakte afspiegelingen van de idee van de perfectie en het schone. Heel zijn kunsttheorie en theorie van kunst als nabootsing maakt dus deel uit van zijn leer der Vormen (ook gekend als Ideeënleer) of is daar alleszins de consequentie van. Alleen al het feit dat wij ons een beeld kunnen vormen van zulke perfecte dingen of daden, zegt Plato, is een bewijs dat er zulke ideële wereld van Vormen moet bestaan. Wat de kunstenaar doet is dus: nabootsing van nabootsing. Immers: de natuur bootst slechts de ideële vormen na, en nu maakt de kunstenaar nog eens een onvolmaakte kopie van een onvolmaakte kopie... Als gevolg daarvan had Plato geen hoge pet op van de kunst. Haar functie zag hij als mimesis, nabootsing, een imitatie van een imitatie, niets meer.

#### Aristoteles
Aristoteles heeft eigenlijk noch de schoonheid, noch de kunst in het algemeen besproken. Een deel van zijn Poetica behandelt van de theaterkunst slechts de regels waaraan de tragedie moet voldoen. Zijn visie is ook meer experimenteel dan theoretisch van aard. Hij leidt de regels af uit de meesterwerken van het Griekse drama. Niettemin ontwikkelde hij een algemene theorie van de imitatie, die kan worden toegepast op de verschillende kunsten: "De epiek, de tragische poëzie, de komedie, de dithyrambische poëzie, het fluitspel, het citerspel zijn over het algemeen allemaal imitaties." (Poëtica, hoofdstuk 1). Voor Aristoteles onderscheiden de verschillende kunsten zich van elkaar door enerzijds de objecten die ze imiteren en anderzijds door de artistieke middelen die gebruikt worden om deze imitatie te realiseren. Kunst imiteert de natuur of probeert iets te maken dat de natuur overtreft. Zijn ideeën sloegen aan bij latere kunstfilosofen die zich eveneens bogen over de rol van de natuur en de relatie tussen fysieke werkelijkheid en kunstwerk. Aristoteles brengt verschillende concepten samen waar ook moderne onderzoekers zich mee bezig zouden houden: de door Plato geïntroduceerde opvatting van mimesis, de rol van emotie, het effect op de toeschouwer (catharsis), de mogelijke stijlfiguren en de rol die het kunstwerk speelt. Deze theorieën zouden weerklank vinden in de 17e-eeuwse klassieke esthetica van Nicolas Boileau, alsook in de 19e-eeuwse Marxistische esthetica.

#### Neoplatonisme
In de late oudheid werd de theorie van de schoonheid beheerst door de neoplatonistische concepten van Plotinus (204-270). Kunst is bij Plotinus niet zozeer een nabootsing van de waarneembare wereld van de fenomenen (de wereld van de zintuigen dus), maar een poging om de zuivere Vorm of Idee op een directe manier na te bootsen. In de Enneaden neemt hij de onderscheidingen die Plato maakt over en werkt deze verder uit. Er is echter een significant verschil: Plotinus kijkt niet neer op kunst en haar producten, en evenmin stelt hij ambachtslui boven kunstenaars zoals Plato doet. Schoonheid identificeert hij met "het Ene", waar alle zijnden afhankelijk van zijn. Op die manier beschouwd heeft het schone een spirituele, met de ziel verbonden aard.
Het schouwen van het schone faciliteert het doordringen tot het intelligibele, (of "Nous") als een van de emanaties van het goddelijke. Het schone ligt ook verborgen in de vorm van het werk, en niet in het materiaal. Met andere woorden: een kunstwerk benadert de idee van het schone doordat de kunstenaar in de materie de vorm aanbrengt. Voor Plotinus is ware kunst dus niet het louter kopiëren van de natuur, eerder probeert zij erboven uit te stijgen. Plotinus legde aldus de fundering voor de esthetiek van de meer symbolische, niet-realistische werken. Voorbeelden hiervan zijn Byzantijnse iconen en de schilderijen en sculpturen van de Romaanse kunst.
Oud-Romeinse esthetiek maakt gebruik van Griekse concepten zoals de reflecties over de relatie tussen natuur en schoonheid. Een voorbeeld hiervan zijn de Poëtica van Horatius en de theorieën van Seneca over het schone.

### Moderne esthetica 18e tot 19e eeuw

#### Duitse schrijvers

##### Kant
De Duitse filosoof Kant introduceert de esthetica als een volwaardige tak van de filosofie.
- In de Kritik der reinen Vernunft legt Kant uit hoe de waarneming werkt.
- In de Kritik der Urteilskraft maakt Kant onderscheid tussen smaakoordelen en schoonheid. Een smaakordeel is subjectief en dus geen criterium voor esthetische kennis. Schoonheid is echter iets dat (objectief) aan een kunstwerk toegeschreven kan worden; hierover kan men dus wel discussiëren. Kant onderscheidt hier verder de transcendentale esthetica van de transcendentale logica, op grond van het feit dat zintuiglijke waarneming en verstand twee verschillende bronnen van menselijke kennis zijn. De term esthetica gebruikte Kant hier nog in de oorspronkelijke Griekse betekenis van "leer van de zintuiglijke waarneming".

##### Schelling
Schelling is de eerste denker die een serieuze poging doet tot een kunstfilosofie. Hij ontwikkelt het als het derde deel van zijn systeem van transcendentaal idealisme na de theoretische en de praktische filosofie behandeld te hebben. Volgens Schelling kon een nieuwe filosofische betekenis worden gegeven aan kunst door het inzicht dat de identiteit van subject en object - half verborgen voor de gewone waarneming - slechts duidelijk waarneembaar is in de artistieke beleving. Kunst is dus in staat om door te dringen tot het wezenlijke, het ware, en haar vermogen tot onthulling van het absolute plaatst haar volgens Schelling boven de natuur en de filosofie zelf. Schelling werpt echter maar weinig licht op de concrete vormen van schoonheid. Zijn indeling van de kunsten, gebaseerd op zijn antithese van object en subject, is een curiosum vanwege de ingewikkelde ordening. Zijn ideeën over de bijzondere status en het vermogen van kunst past hij ook toe op de klassieke tragedie.

##### Hegel
De (eveneens Duitse) filosoof G.W.F. Hegel gaf de kunstfilosofie als eerste ("an sich") ontwikkelingsfase van de Geest, waarin de objecten nog volledig zintuiglijk zijn, plaats in zijn systeem. De tweede fase ("für sich") is de theologie, waarin de Gegenstand zowel waarneembare en geestelijke aspecten heeft en de derde fase ("an-und-für-sich") is de filosofie, waarin de denkbeelden ontdaan zijn van hun waarneembare aspecten en volledig ideaal zijn geworden.
Ook sprak Hegel (vanuit zijn filosofische standpunt) over Het einde van de kunstgeschiedenis. Hiermee bedoelde hij dat alle kunstvormen al waren uitgevonden in eerdere fasen van de ontwikkeling van de geest, maar dat met de Romantiek het tijdperk van de absolute geest, ofwel het filosofische tijdperk was ingetreden. Hierin werden geen nieuwe vormen meer uitgevonden, alleen nog bestaande vormen (bv. Griekse beeldhouwkunst, renaissancepoëzie, Romeinse architectuur) gebruikt en vernieuwd.

##### Nietzsche
Nietzsche prefereerde twee benaderingswijzen van de esthetica: de formalistische benadering en de expressionistische (onderaan pagina). De eerst genoemde is autonoom; de vorm is hierbij de intrinsieke maatstaf voor een waardeoordeel. De expressionistische benadering is een uitdrukking van de geest, de gevoelsmatige band tussen kunstenaar en kunstwerk, een evocatief middel dat een individuele of collectieve emotie oproept. Aangezien Nietzsche eerder kritisch stond tegenover de Duitse romantiek (Sturm und Drang) en formalistische stellingen (zoals l'art pour l'art), verkoos hij een combinatie van deze benaderingen, 'kunst als synthese van vorm en expressie.' In zijn jonge jaren beweerde hij dit te vinden in de muziek van Richard Wagner. Hij benoemde deze als een noodzakelijke versmelting van 'het Apollonystische' en 'het Dionysische'. De benamingen zijn ontleend aan de Griekse mythologie. Hierin staat Apollo (de reddende god) voor het constructieve, geniale, harmonie in schoonheid, vorm scheppende, waarzeggende, kennis en zelfkennis, de ratio enz, en Dionysus (god van de wijn en het feest) voor het destructieve, barbaarse, zinnelijk nood aan extase, oersmart en mateloosheid.

#### Russische schrijvers

##### Leo Tolstoi
In Tolstoi's visie over esthetica (boek: Wat is kunst? (1897)) stond toegankelijkheid voor het volk centraal. Dit noemde hij: "de democratisering van kunst." Hij hekelde de elite die zich inliet met zogenoemde hoge cultuur. Deze bestond voor zichzelf, was intellectualistisch en ontoegankelijk voor de lage kasten in de samenleving. Hij zag kunst als tegengesteld aan logica en wetenschap, omdat deze volgens hem over gevoel en intuïtie ging. Waarheden die leefden in een bepaalde samenleving moesten via kunst uit kennis verheven worden in emotie. Hij zag kunst, net als Aristoteles als een evocatief medium dat een moreel bewust-zijn teweegbracht. Hij gaf er een ethische dimensie aan, kunst moet het publiek met gevoelens van solidariteit en naastenliefde besmetten, zei hij. Daardoor had hij een voorkeur voor primitievere uitdrukkingsvormen en natuurlijke eenvoud met herkenbaarheid als belangrijke factor. Delen van zijn opvattingen inspireerden de communisten, Lenin schreef een boek over hem. Later zou beeldende kunst bij hen socialistisch realisme gaan heten.

### Moderne esthetica

Een schematisch overzicht van de ideaaltypische invalshoeken

#### Benaderingswijzen
In de kunstfilosofie wordt over verschillende aspecten van kunst nagedacht. Hierbij spelen zes mogelijke gezichtspunten een rol:
- Het mimetische standpunt beschouwt de relatie kunstwerk-fysieke werkelijkheid: een kunstwerk is een representatie van de werkelijkheid. Hierbij kan onderscheid worden gemaakt tussen:
  - idealistische mimese: Deze variant neemt de platoonse ideeënwereld als uitgangspunt voor de mimese: Kunst is een afbeelding van de ideale werkelijkheid. Enkele concrete voorbeelden: Raphael en Michelangelo.
  - naturalistische mimese: Aanhangers van deze stroming beweren dat kunst de zichtbare werkelijkheid representeert. Enkele concrete voorbeelden: Rembrandt en Caravaggio.
- Het expressivistische standpunt beschouwt de relatie kunstenaar-kunstwerk: een waarneembaar "kunstwerk" moet worden beschouwd als een uiting van een kunstwerk dat al in de geest van de kunstenaar aanwezig is. De term 'expressie' is in deze betekenis gelijk met 'intuïtie' en moet onderscheiden worden van het geproduceerde object: in feite is het kunstwerk dat in de geest van de kunstenaar aanwezig is het echte kunstwerk.
- Het formalistische standpunt beperkt zich tot de beschouwing van het kunstwerk zelf: het kunstwerk moet worden beoordeeld op grond van kwaliteiten die in het werk aanwezig zijn, bijvoorbeeld technische aspecten. Onder andere Clive Bell hanteert deze manier van kunstbeschouwing.
- Het impressivistische standpunt: reflecteert over de relatie kunstwerk-individuele kunstbeschouwer: de nadruk komt te liggen op de esthetische ervaring die door het kunstwerk in ons wordt opgewekt.
- Het kunsthistorisch perspectief, dat Hegel introduceerde: hierbij wordt de ontwikkeling van de kunst beschouwd als wezenlijk deel uitmakend van de kunst zelf.
- De verhouding kunstwerk en sociaal-historische context. Typische kunstfilosofische vragen zijn bijvoorbeeld: Is kunst een weerspiegeling van de maatschappelijke werkelijkheid? en Heeft kunst een sociale functie?

#### Wijsgerige esthetica of kunstfilosofie
Esthetica dekt meerdere betekenissen. Ze kan empirisch van aard zijn, bijvoorbeeld: technisch (compositie) of wetenschappelijke of geschiedkundig. Hierbij kan esthetica alle domeinen binnen 'de leer van waarneming' dekken, maar is de wijsbegeerte slechts bezig met de normatieve domeinen, dus niet op feiten gebaseerd. Ze baseren zich op bestaande opvattingen, of benaderingen (zoals in bovenstaande tekst). Om misverstanden te vermijden spreekt men over 'wijsgerige esthetica' of 'kunstfilosofie'. Als men zich afvraagt wat het nut is van een nabootsing van reeds bestaand object, dan zit men in het domein van de kunstfilosofie. Volgens hedendaagse opvattingen zijn 'kunst' en 'filosofie' steeds onafscheidelijker en niet meer principieel verschillend. Aangezien men binnen de Avant-garde stromingen bestaande normen heeft overschreden en de vraag 'Wat is kunst?' prangend maakte, is men steeds vaker beroep gaan doen op 'het denken over kunst'. Dit geldt eveneens voor de filosofie die zijn rationele tendensen heeft afgeworpen na de post-moderne ontwikkelingen. Zuivere logica maakte plaats voor 'de kunst van het denken'. In de filosofie is er dus ook steeds meer sprake van een vorm van 'esthetisch denken'.

#### Esthetica in specifieke kunsten
Iedere kunststroming heeft haar eigen esthetische opvatting. Een dergelijke verzameling van esthetische opvattingen en uitgangspunten is doorgaans vastgelegd door de desbetreffende kunstbeschouwende tak, zoals de vormleer in de architectuur, en de vormleer van een bepaalde muziekstijl.

#### Esthetica in het secundair onderwijs
- In Vlaanderen is Esthetica een leervak in de 3e graad van het secundair onderwijs. De leerinhouden verwijzen naar beschouwende kunstzinnige vorming in de beeldende kunsten en de muziek.